# Йоганн Цемскі
Йоганн Цемскі (нім. Johann Zemsky; 11 квітня 1909, Відень, Австро-Угорщина — 28 серпня 1942, Сталінград, РРФСР) — австрійський і німецький льотчик штурмової авіації, майор люфтваффе (1 серпня 1942). Кавалер Лицарського хреста Залізного хреста з дубовим листям.

## Біографія
В 1928 році вступив в австрійську армію, служив в артилерії. Закінчив Віденську військову академію. Після аншлюсу 15 березня 1938 року перейшов в люфтваффе і пройшов льотну підготовку. В 1939-40 роках — інструктор 1-го училища штурмової авіації в Інстербурзі. З 1 вересня 1940 року — командир 6-ї ескадрильї, з 29 серпня 1941 року — 2-ї групи 1-ї ескадри пікіруючих бомбардувальників. Учасник Німецько-радянської війни. В липні 1942 року, діючи в районі Сталінграда, здійснив свій 500-й бойовий виліт; літав на Ju.87D. В липні був поранений в голову.
28 серпня 1942 року здійснив свій 600-й бойовий виліт. Після повернення на базу Цемскі чекав урочистий прийом з цієї нагоди. Того ж дня під час 601-го бойового вильоту він загинув. У районі Россошки його літак (бортовий номер 6111) потрапив під зенітний вогонь, отримав пряме влучення і почав падати. Через кілька секунд із літака з парашутом вистрибнув бортовий стрілець фельдфебель Отто Вольф, який супроводжував Цемскі в 400 бойових вильотах. Після нього вистрибнув Цемскі, але через малу висоту парашут не встиг розкритися і він розбився. Вольф отримав поранення, але вцілів: його врятувала німецька піхота з лінії фронту. Тіло Цемскі було знайдене і літаком Fi 156 «Шторьх» відправлено на базу, де його поховали перед православною церквою з військовими почестями.

## Нагороди
- Нагрудний знак пілота
- Медаль «За вислугу років у Вермахті» 4-го класу (4 роки)
- Залізний хрест
  - 2-го класу (24 лютого 1940)
  - 1-го класу (8 травня 1941)
- Почесний Кубок Люфтваффе (30 вересня 1941)
- Лицарський хрест Залізного хреста
  - лицарський хрест (4 лютого 1942) — за 300 бойових вильотів.
  - дубове листя (№ 117; 3 вересня 1942, посмертно) — за 600 бойових вильотів.
- Авіаційна планка бомбардувальника в золоті з підвіскою «600»